# Ortillo
Ortillo es una pedanía del municipio español de Lorca, en la Región de Murcia. Limita con las pedanías de La Tova, Río, Parrilla, Torrecilla, Béjar y Jarales. Se sitúa a 12 km de la capital municipal. Es una pedanía poco poblado, con sólo 22 habitantes.